# Franco Corelli
Franco Corelli, né le 8 avril 1921 à Ancône, dans les Marches, et mort le 29 octobre 2003 à Milan, en Lombardie, est un ténor italien dont la carrière s'est déroulée de 1950 à 1976.

## Biographie
Né à Ancône, fils d'un ouvrier des chantiers navals, Franco Corelli étudie au conservatoire de musique de Pesaro. Pratiquement autodidacte, il construit son style de chant à partir d'enregistrements de Caruso et Beniamino Gigli. Il travaille sa voix avec un de ses amis, Scaravelli, qui lui-même prenait des leçons avec Arturo Melocchi, baryton devenu maître de chant de Mario Del Monaco.
En 1951, il gagne le concours du Mai Musical de Florence qui lui permet de faire ses débuts au festival de musique de Spolète où il interprète Don José dans Carmen. Il se produit à l'opéra de Rome en 1953 dans le Giulietta e Romeo de Riccardo Zandonai et il devient rapidement un membre permanent de l'opéra avec un répertoire étendu de quelque trente rôles.
En 1958, il épouse la fille d'une basse connue de Milan, Loretta di Lelio, elle-même soprano, qui devient son agent.
Franco Corelli et Leontyne Price font leurs débuts conjoints au Metropolitan Opera de New York le 27 janvier 1961, dans Le Trouvère où il chante Manrico. Un critique note alors « son jeu animal captivant », mais aussi son besoin d'acquérir un certain vernis. La même saison, Corelli et Birgit Nilsson remettent Turandot de Puccini au répertoire de l'opéra new-yorkais. Au total, il y interprète dix-neuf rôles en quinze saisons et devient ainsi une figure régulière du Met.
Dans les années 1960, il apparaît comme soliste régulier très populaire sous la direction d' Alfredo Antonini lors d'une série de concerts de gala à New York,.
Spécialiste des rôles héroïques italiens et français, il se produit en Europe entre autres à La Scala de Milan, notamment avec Maria Callas, et au Festival de Salzbourg sous la baguette d'Herbert von Karajan.
En dépit de sa présence virile et héroïque sur scène, Corelli souffre d'un trac terrible. « On devait le pousser sur scène » rappelle la soprano Renata Scotto. Une légende aussi tenace qu'infondée dit aussi qu'il mordit Birgit Nilsson à l'oreille pendant une représentation de Turandot parce qu'elle avait tenu une note très haute plus longtemps que lui ! Nilsson et lui sont également connus pour leurs escarmouches verbales sur scène. Après les représentations, la femme de Corelli l'attendait dans sa loge avec une liste de critiques sur chaque performance.
Franco Corelli cesse de chanter sur scène en 1976 alors qu'il n'avait que 55 ans. Il meurt à Milan en 2003 après avoir subi une attaque la même année et il est enterré au Cimitero Monumentale de cette ville.
Les critiques ont parfois reproché à son jeu d'être auto-complaisant et athlétique sans nécessité. On a critiqué également son style parfois passé de mode et notamment « les sanglots » dont il parsemait son chant. Il n'en reste pas moins que, grâce à son intelligence musicale, son jeu s'est raffiné au fur et à mesure de sa carrière.
En outre, sa présence sur scène était charismatique et son physique de jeune premier – 1,80 m et une paire de jambes mythique –  apportait un impact réaliste à ses rôles. Enfin et surtout, sa voix puissante et généreuse possédait un naturel et une force d'émotion incomparable alliée à une maîtrise d'un souffle inépuisable, on a pu dire qu'il était l'un des quelques meilleurs ténors italiens de l'après-guerre. Il a imprimé sa marque personnelle à des rôles comme Chénier (Andrea Chénier), Radamès (Aida), Calaf (Turandot) et Manrico (Le Trouvère).

## Discographie partielle

### Opéra
- Bellini – Norma (Pollione) avec Maria Callas et Christa Ludwig, orchestre de La Scala de Milan, Tullio Serafin (EMI)
- Verdi – Le Trouvère (Manrico) avec Leontyne Price, Wiener Philharmoniker, Herbert von Karajan (Deutsche Grammophon)
- Puccini – Turandot (Calaf) avec Renata Scotto et Birgit Nilsson, orchestre et chœur de l'Opéra de Rome, Francesco Molinari-Pradelli (EMI)
- Leoncavallo – Pagliacci (Canio) avec Lucine Amara et Tito Gobbi, orchestre de la Scala de Milan, Lovro von Matačić (EMI)
- Gounod – Roméo et Juliette (Roméo) avec Mirella Freni, orchestre du Théâtre national de l'Opéra de Paris, Alain Lombard (EMI)
- Giordano – Andrea Chénier (Chénier) avec Antonietta Stella et Mario Sereni, orchestre de l'Opéra de Rome, Gabriele Santini (EMI)
- Puccini – Tosca (Cavaradossi) avec Birgit Nilsson et Dietrich Fischer-Dieskau, orchestra dell'Accademia di Santa Cecilia, Rome, Lorin Maazel (Decca)
- Verdi – Il Trovatore (Manrico) avec Gabriella Tucci (Leonora) Giulietta Simionato (Azucena) Robert Merrill (Il conte), Orchestra del Teatro dell'Opera di Roma, Thomas Schippers (EMI - enregistré en 1964)
- Verdi - Aida (Radames) avec Maria Curtis Verna (Aida) Miariam Pirazzini (Amneris) Giangiacomo Gueldi (Amonasro) Giulio Neri (Ramfis) Orchestre de la Rai de Torino. Angelo Questa (CETRA - enregistré en 1956)
- Verdi - Aida (Radames) avec Birgit Nilsson (Aida) Grace Bumbry (Amneris) Mario Sereni (Amonasro) Bonaldo Giaotti (Ramfis) Orchestra du Teatro del l'Opéra de Roma. Zubin Mehta (EMI - enregistré 1966)
- Bizet - Carmen (Don José) avec Leontyne Price (Carmen) Mirella Freni (Micaela) Robert Merril (Escamillo). Wiener Philharmoniker. Herbert von Karajan (RCA - enregistré 1963)
- Bizet - Carmen (Don José) avec Anna Moffo (Carmen) Helen Donath (Micaela) Piero Cappuccilli (Escamillo) Deutsche Oper Berlin. Lorin Maazel (Ariola Eurodisc /RCA - enregistré 1970)
- Mascagni - Cavalleria Rusticana avec Victoria de los Angeles (Santuzza) Mario Sereni (Alfio) Adriana Lazzarini (Lola) Ochestre du Teatro de l'Opéra de Roma. Gabriele Santini (EMI - enregistré en 1962)
- Gounod - Faust (Faust) avec Joan Sutherland (Marguerite) Nicolaj Ghiaurov (Méphistophèles) Robert Massard (Valentin) Margrete Elkins (Siebel) London Symphony Orchestra. Richard Bonynge (DECCA - enregistré en 1966)

### Récitals
- The Very Best of Franco Corelli (EMI)
- The Singers: Franco Corelli (Decca)
- Franco Corelli: The Unknown Recordings (EMI)
- Franco Corelli: The Early Complete Studio Recitals - 1956-1959 (en concert)